# Combiné nordique aux championnats du monde de ski nordique 1930
Pour un article plus général, voir Championnats du monde de ski nordique 1930.
Navigation
1929 1931
L'épreuve du combiné nordique des championnats du monde de ski nordique 1930 s'est déroulée à Oslo (Norvège) du 1er mars au 2 mars 1930.

## Palmarès
| Date                        | Lieu | Course                                                     | Or               | Argent       | Bronze     |
| --------------------------- | ---- | ---------------------------------------------------------- | ---------------- | ------------ | ---------- |
| 1er mars 1930 - 2 mars 1930 | Oslo | 17 km individuel en style classique / deux manches de saut | Hans Vinjarengen | Leif Skagnæs | Knut Lunde |

## Classement final

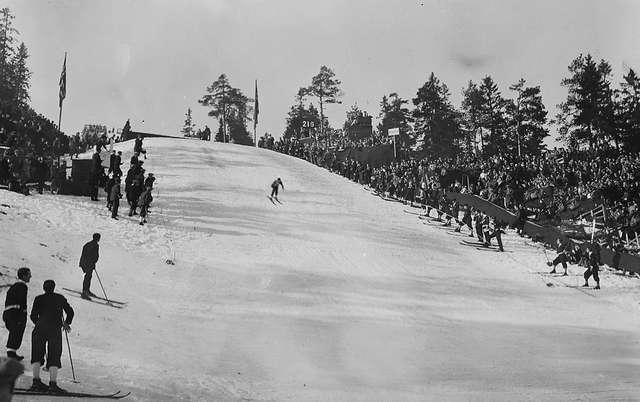
Un saut lors des championnats du monde

| Rang   | Athlètes               | Nationalité | Points |
| ------ | ---------------------- | ----------- | ------ |
| Or     | Hans Vinjarengen       | Norvège     | 446,00 |
| Argent | Leif Skagnæs           | Norvège     | 432,51 |
| Bronze | Knut Lunde             | Norvège     | 428,80 |
| 4.     | Peder Belgum (no)      | Norvège     | 428,00 |
| 5.     | Christian Holmen (no)  | Norvège     | 424,20 |
| 6.     | Gjermund Muruåsen (no) | Norvège     | 422,60 |

## Tableau des médailles
| #  | Nation  | Or | Argent | Bronze | Total |
| -- | ------- | -- | ------ | ------ | ----- |
| 1. | Norvège | 1  | 1      | 1      | 3     |